# Jeon Woo-chi
Jeon Woo-chi (hangul: 전우치; hanja: 田禹治, 14?? – 15??) foi um erudito taoísta durante a dinastia Joseon da Coreia. É conhecido por muitos como o feiticeiro mais proeminente da história coreana e como um representativo ilusionista da antiga literatura coreana. Seu nome artístico era Woosa (우사; 羽士), que significa “homem-pássaro” ou “eremita alado”. Embora fosse considerado um herege taoísta, estudou Confucionismo sob a orientação de Seo Gyeong-deok.

## Histórias sobre sua vida
Segundo a obra Obras Completas da Residência Azul (청장관전서), de Yi Deok-moo, quando Jeon era ainda muito jovem, foi estudar sozinho em um templo nas montanhas. Um dia, o makgeolli (vinho de arroz) fermentado no templo desapareceu. Os monges repreenderam Jeon, acusando-o de tê-lo bebido. Jeon ficou magoado e revoltado, então decidiu descobrir o verdadeiro culpado.  Esperou ao lado dos jarros de vinho até o anoitecer. Ao crepúsculo, uma raposa de nove caudas saiu da floresta e bebeu o vinho até ficar bêbada. Jeon saltou e a amarrou com uma corda. A raposa ofereceu a ele seu grimório (livro de feitiços) em troca da liberdade. Jeon aceitou — e, estudando o grimório da raposa, tornou-se feiticeiro.
Em outra versão da história, segundo Jeon Uchi jeon da coleção Ilsamungo, Jeon, ainda jovem, se apaixonou por uma raposa, que assumia a forma de uma mulher. Um dia, enquanto se beijavam, a bola mágica da raposa (uma joia espiritual chamada yeowu-guseul) entrou na boca de Jeon, que a engoliu sem querer. A raposa, envergonhada, fugiu — e Jeon, absorvendo o poder da joia, tornou-se feiticeiro.
De acordo com a obra História Não-Oficial da Terra do Leste (대동야승), entre os anos de 1522 e 1566, a fazenda de Yi Gil (localizada no que hoje é o Distrito de Bupyeong) foi atingida por uma epidemia. Os servos e vizinhos estavam doentes, acamados. Então Jeon visitou Yi e expulsou a doença.

## Morte
Como era considerado um herege taoísta, ou até anarquista, algumas lendas dizem que Jeon se opôs ao governo da dinastia Joseon e ao rei. Em uma das versões, ele acabou sendo preso e executado. Algum tempo depois, Cha Sick, um antigo colega de estudos de Jeon com Seo Gyeong-deok, foi visitado por ele. Jeon pegou emprestada a Coletânea de Poemas de Du Fu e foi embora. Cha, que não sabia da morte de Jeon, contou o ocorrido a outros colegas.  Surpresos, eles desenterraram o túmulo de Jeon e abriram o caixão — e não havia corpo algum lá dentro.

## Cultura popular
- Interpretado por Kang Dong-won no filme Jeon Woo-chi: The Taoist Wizard (2009).
- Interpretado por Cha Tae-hyun na série de TV Jeon Woo-chi da KBS2 (2012–2013).
- Interpretado por Lee Se-chang na série da MBC Flowers of the Prison (2016).